# دانييلي باتاغليا
دانييلي باتاغليا (بالإيطالية: Daniele Battaglia)‏ هو مغني إيطالي، ولد في 21 يوليو 1981 في ريدجو إميليا في إيطاليا.

## وصلات خارجية
- دانييلي باتاغليا على موقع IMDb (الإنجليزية)
- دانييلي باتاغليا على موقع ميوزك برينز (الإنجليزية)
- دانييلي باتاغليا على موقع ديسكوغز (الإنجليزية)